# NGC 3370
NGC 3370 ist eine Spiralgalaxie vom Hubble-Typ Sc im Sternbild Löwe auf der Ekliptik. Sie ist rund 53 Millionen Lichtjahre von der Milchstraße entfernt und hat einen Durchmesser von etwa 45.000 Lichtjahren.
Das Objekt wurde am 21. März 1784 von dem deutsch-britischen Astronomen Wilhelm Herschel entdeckt.
Am 14. November 1994 beobachtete S. Van Dyk am Leuschner Observatory Supernova Search eine Supernova in dieser Galaxie, welche die Bezeichnung SN 1994ae erhielt. Diese Supernova vom Typ Ia war eine der am besten beobachteten Supernovae. Das Besondere an diesen Supernovae vom Typ Ia ist, dass sie als sogenannte Standardkerzen zur Bestimmung der Expansion unseres Universums dienen.

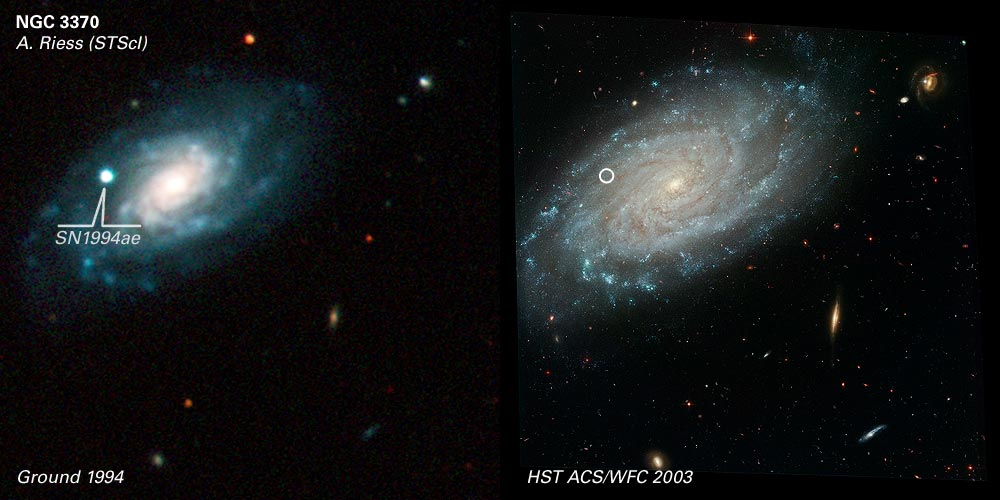
Supernova SN 1994ae

## NGC 3370-Gruppe (LGG 219)
| Galaxie   | Alternativname | Entfernung / Mio. Lj |
| --------- | -------------- | -------------------- |
| NGC 3443  | PGC 32671      | 47                   |
| NGC 3370  | PGC 32207      | 53                   |
| NGC 3454  | PGC 38950      | 46                   |
| NGC 3455  | PGC 32763      | 46                   |
| PGC 32474 | PGC 32767      | 47                   |